# Misgolas weigelorum
Misgolas weigelorum là một loài nhện trong họ Idiopidae.
Loài này thuộc chi Misgolas. Misgolas weigelorum được G. Wishart & D.M Rowell miêu tả năm 2008.